# Dühren (Baden-Württemberg)
Dühren is een plaats in de Duitse gemeente Sinsheim, deelstaat Baden-Württemberg, en telt 2.252 inwoners (ultimo 2021).
Het dorp ligt ten zuidwesten van de stad Sinsheim en ten noordoosten van buurgemeente Angelbachtal.
Tussen Dühren en Sinsheim-stad kruist de Autobahn A 6 op afrit 33 de Bundesstraße 39. Hier vlakbij ligt binnen de dorpsgrens van Dühren een tamelijk groot bedrijventerrein met vooral logistieke bedrijven en distributiecentra.

## Geschiedenis
In en om het dorp, dat op een vruchtbare lössbodem ligt,  zijn veel archeologische vondsten van betekenis gedaan. Zie de in het kader vermelde webpagina van de gemeente Sinsheim voor een specificatie hiervan.
Dühren wordt in de 8e eeuw, in de Codex Laureshamensis, reeds vermeld. Het deelt in het algemeen de geschiedenis van de Kraichgau, de streek, waar Dühren toe behoort.
In de middeleeuwen was Dühren een speelbal in conflicten en erfdelingen tussen allerlei baronnen; het kwam voor, dat twee adellijke geslachten ieder de helft van het dorp bezaten.. De baronnen Von Venningen waren vanaf de 16e eeuw de feitelijke machthebbers in het dorp, en voerden in die eeuw de Reformatie door. Latere baronnen Von Venningen (18e eeuw) waren echter rooms-katholiek; tot en met de 18e eeuw was er sprake van religieuze verdeeldheid in Dühren. De bevolking leed de meeste tijd onder armoede, daar de door de heren opgelegde belastingen en herendiensten zwaar waren.
In de Dertigjarige Oorlog (1618-1648) hadden bijna alle plaatsen in de gemeente Sinsheim, en dus ook Dühren, zeer veel te lijden van plundering, brandstichting, besmettelijke ziektes enz.. Na deze  oorlog stonden de baronnen Von Venningen een groep uit de Elzas uitgeweken mennonieten toe, zich in het bijna geheel ontvolkte dorp te vestigen. In 1674, in de Hollandse Oorlog, vond een door de Franse troepen tegen die van de keizer gewonnen veldslag plaats (Slag bij Sinsheim). Doortrekkende, plunderende soldaten veroorzaakten in de regio veel ellende. Ook in de Negenjarige Oorlog (1688-1697) ontkwam het dorp niet aan rampspoed. Franse troepen bezetten de Palts in het najaar van 1688 en trokken zich in 1689 weer terug, maar opnieuw niet na eerst grote verwoestingen te hebben aangericht..
In 1806 kwam het dorp aan het Groothertogdom Baden, dat in 1871 onder controle van het Duitse Keizerrijk kwam. De eerste helft van de 19e eeuw werd weer door armoede en emigratie naar de Verenigde Staten gekenmerkt.  Van plm.  1880 tot plm. 1914 was er tijdelijk werkgelegenheid door de aanwezigheid van twee sigarenfabrieken. Daarna werd Dühren weer, zoals ook in vroeger eeuwen, een arm boerendorp. Pas na de Tweede Wereldoorlog werd het dorp uitgebreid. Eerst met een woonwijk voor Heimatvertriebene, Duitsers uit in 1945 o.a. Pools geworden gebieden, na 1965 met woonwijken voor forensen met een baan in het direct ten westen van Rohrbach gelegen Sinsheim. Dühren was overwegend een woonforensendorp geworden, wat het tot op de huidige dag is.

## Galerij

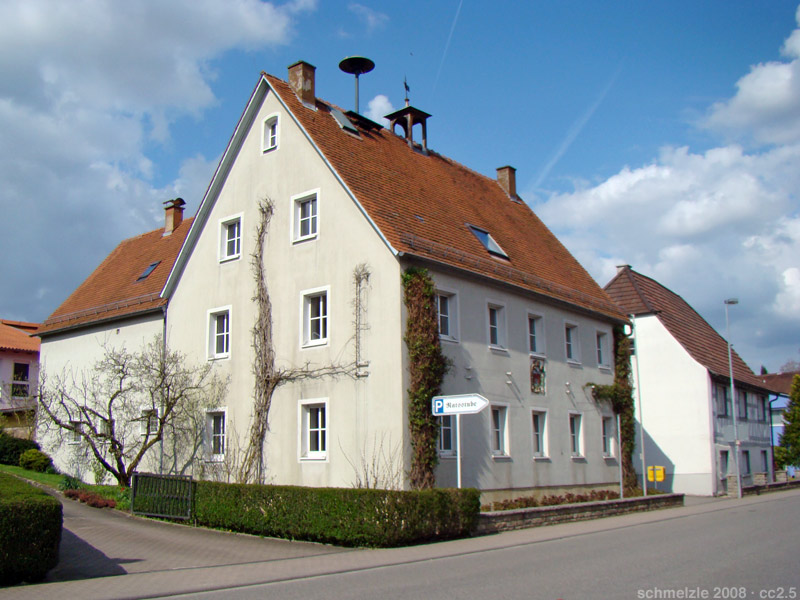
Voormalig gemeentehuis
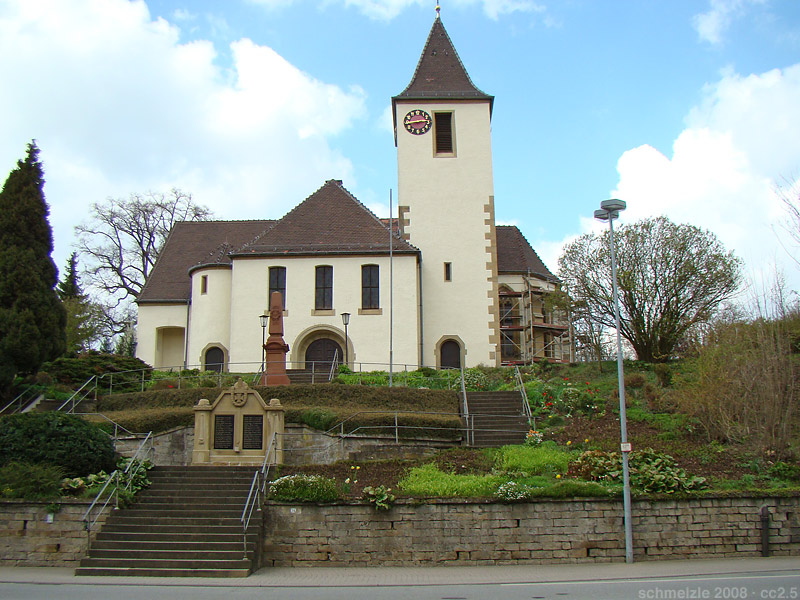
Evang.-lutherse kerk
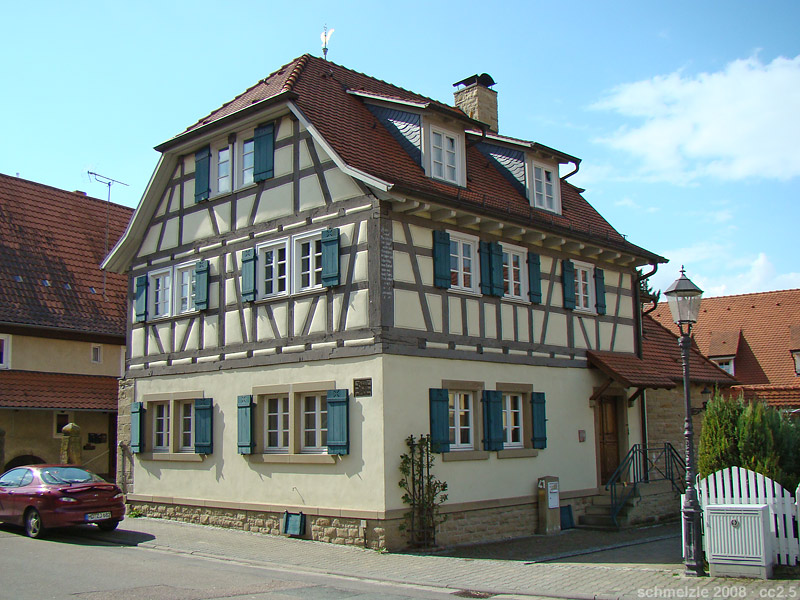
Geboortehuis van de archeoloog Karl Schumacher
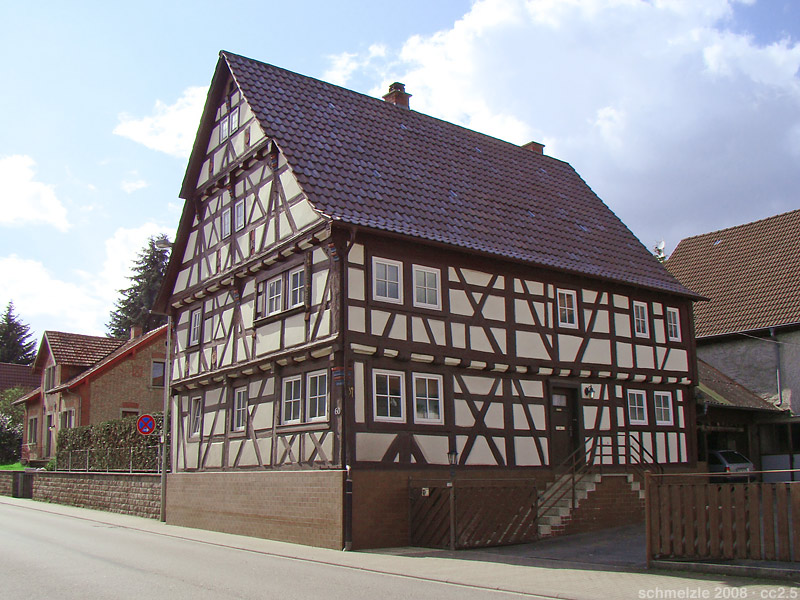
Monumentaal vakwerkhuis Ebert-Nickel-Haus
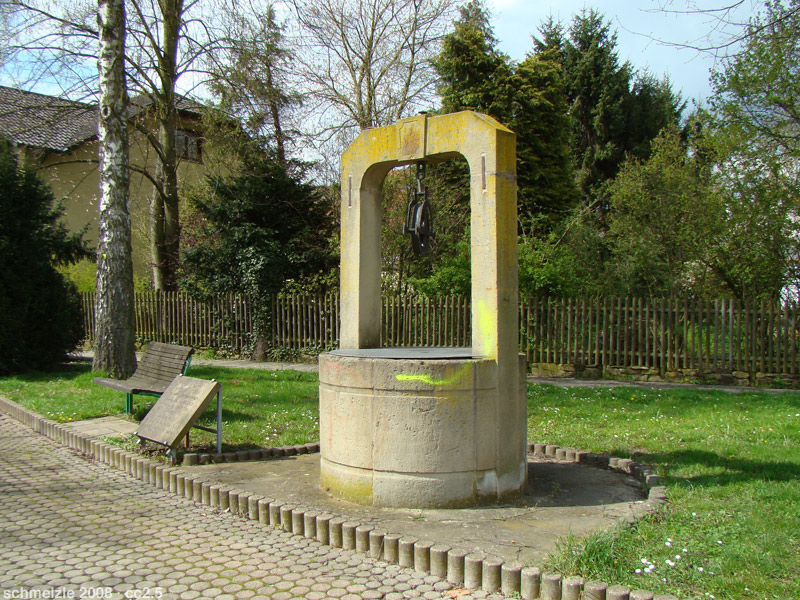
Historische waterput in het dorp

## Geboren te Dühren
- Karl Schumacher (* 14 oktober 1860 in Dühren; † 17 april 1934 in Bad Mergentheim), archeoloog, onderzoeker van de ligging van de Limes, vanaf 1901  de eerste directeur van het  Römisch-Germanische Zentralmuseum[3] te Mainz.  Naar Schumacher is te Dühren een straat genoemd.

Adersbach · Dühren · Ehrstädt · Eschelbach · Hasselbach · Hilsbach · Hoffenheim · Sinsheim · Reihen · Rohrbach · Steinsfurt · Waldangelloch · Weiler